# Comuna Lețcani, Iași
Lețcani este o comună în județul Iași, Moldova, România, formată din satele Bogonos, Cogeasca, Cucuteni și Lețcani (reședința).

## Toponimie
Numele localității este format de la numele de persoană a boierului Lațcu Sârbul.

## Așezare
Comuna se află în centrul județului, pe malurile Bahluiului. Este străbătută de șoseaua națională DN28, care leagă Iașiul de Roman. La Lețcani, acest drum se intersectează cu șoseaua județeană DJ248B, care duce spre nord-est la Rediu și Popricani (unde se termină în DN24) și spre sud la Horlești și Voinești.
În comună se află și zona protejată Fânețele seculare Valea Ilenei, 
rezervație floristică, unde sunt ocrotite numeroase specii de plante antofite. Prin comună trece și calea ferată Pașcani-Iași, pe care este deservită de stația Lețcani.

## Demografie
Componența etnică a comunei Lețcani
     Români (83,42%)
     Alte etnii (0,15%)
     Necunoscută (16,44%)
Componența confesională a comunei Lețcani
     Ortodocși (81,88%)
     Alte religii (1,07%)
     Necunoscută (17,05%)
Conform recensământului efectuat în 2021, populația comunei Lețcani se ridică la 6.845 de locuitori, în creștere față de recensământul anterior din 2011, când fuseseră înregistrați 6.497 de locuitori. Majoritatea locuitorilor sunt români (83,42%), iar pentru 16,44% nu se cunoaște apartenența etnică. Din punct de vedere confesional, majoritatea locuitorilor sunt ortodocși (81,88%), iar pentru 17,05% nu se cunoaște apartenența confesională.

## Politică și administrație
Comuna Lețcani este administrată de un primar și un consiliu local compus din 15 consilieri. Primarul, Stelian Turcu[*], de la Partidul Național Liberal, este în funcție din 2008. Începând cu alegerile locale din 2024, consiliul local are următoarea componență pe partide politice:
|  | Partid                          | Consilieri | Componența Consiliului | Componența Consiliului | Componența Consiliului | Componența Consiliului | Componența Consiliului | Componența Consiliului | Componența Consiliului | Componența Consiliului |
|  | ------------------------------- | ---------- | ---------------------- | ---------------------- | ---------------------- | ---------------------- | ---------------------- | ---------------------- | ---------------------- | ---------------------- |
|  | Partidul Național Liberal       | 8          |                        |                        |                        |                        |                        |                        |                        |                        |
|  | Forța Dreptei                   | 3          |                        |                        |                        |                        |                        |                        |                        |                        |
|  | Partidul Social Democrat        | 2          |                        |                        |                        |                        |                        |                        |                        |                        |
|  | Alianța pentru Unirea Românilor | 1          |                        |                        |                        |                        |                        |                        |                        |                        |
|  | Partidul S.O.S. România         | 1          |                        |                        |                        |                        |                        |                        |                        |                        |

## Istorie
La sfârșitul secolului al XIX-lea, comuna purta denumirea de Cucuteni, făcea parte din plasa Stavnicul a județului Iași, și era formată din satele Cucuteni, Cogeasca Veche, Hăsnășeni, Lițcanii Vechi, Brătuleni, Scoposeni, Dârjeni, Bogdănești, Horleștii Catolici și Horleștii Domniței, având în total 3270 de locuitori; în comună existau o moară de apă, patru școli cu 158 de elevi (dintre care 13 fete), cinci biserici ortodoxe și una catolică. Anuarul Socec din 1925 consemnează comuna în plasa Copou a aceluiași județ, având 3750 de locuitori în satele Bogdănești, Cogeasca Nouă, Cogeasca Veche, Cucuteni, Hăsnășeni, Horlești, Lețcani și Scoposeni. În 1931, comuna a fost desființată, satele ei trecând la comuna Dumești, situația a fost însă temporară, satele separându-se din nou și comuna reapărând sub numele de Lețcani.
În 1950, comuna a fost transferată raionului Iași din regiunea Iași. În 1968, a revenit, în alcătuirea actuală, la județul Iași, reînființat.

## Monumente istorice
| Imagine indisponibilă                                                                                             |  | Imagine indisponibilă |
| Biserica „Schimbarea la Față” din Cucuteni (stânga) și Biserica Rotundă din Lețcani (dreapta), monumente istorice |  |                       |

În comuna Lețcani se află monumentele de arhitectură de interes național biserica „Sfinții Arhangheli”, datând din 1622 și aflată în satul Cucuteni, și Biserica Rotundă „Sfântul Dumitru” (1802) din satul Lețcani.
În rest, alte șase obiective din comună sunt incluse în lista monumentelor istorice din județul Iași ca monumente de interes local. Unul dintre ele este un sit arheologic, aflat în vatra satului Lețcani, la 100 m de biserică, și care cuprinde așezări din neolitic (cultura Starčevo-Criș), neoliticul târziu (cultura ceramicii liniare), eneolitic (cultura Cucuteni, trei așezări corespunzătoare fazelor A, AB, respectiv B), Epoca Bronzului Târziu (cultura Noua), perioada Halstatt, secolele al III-lea–al IV-lea e.n. (epoca daco-romană) și secolul al XVIII-lea.
Celelalte cinci obiective sunt monumente de arhitectură: gara Lețcani (sfârșitul secolului al XIX-lea); biserica „Sfintul Spiridon (1802) din satul Lețcani, mai tarziu rebotezata in biserica Sf Dumitru; Biserica „Schimbarea la Față” (1777) din satul Cucuteni; biserica „Sfântul Spiridon” (secolul al XVIII-lea) din satul Cogeasca; și biserica „Nașterea Sfântului Ioan” (1848) din Cogeasca.    

## Personalități născute aici
- Aurel Leon (1911 - 1996), jurnalist, scriitor.
- Sava Caracaș